# Capacitate termică masică
Capacitatea termică masică (denumirea veche: căldură specifică) este o mărime fizică intensivă proprie ramurilor termodinamicii ce are caracter de constantă de material și reprezintă cantitatea de căldură necesară unității de masă dintr-un corp pentru a-și modifica temperatura cu un grad. Capacitatea termică masică se poate defini și ca raportul dintre capacitatea termică (calorică) a unui corp omogen și masa acestuia
Unitatea de măsură a căldurii specifice în SI este {\displaystyle J\cdot kg^{-1}\cdot K^{-1}} (joule ori kilogram la puterea minus unu ori kelvin la puterea minus unu).

## Introducerea empirică a noțiunii de căldură specifică
În cazul unui sistem termodinamic care interacționează cu mediul înconjurător, procesul interacțiunii este însoțit de schimb de energie. Energia poate fi schimbată cu mediul exterior (înconjurător) cu variația parametrilor externi prin efectuare de lucru mecanic {\displaystyle L} și fără variația parametrilor externi prin schimb de căldura {\displaystyle Q.} În general, într-un proces termodinamic, schimbul de energie dintre sistem și mediul înconjurător se realizează atât prin cheltuirea de lucru mecanic cât și prin schimb de căldură, bilanțul energetic al procesului interacțiunii este dat de  principiul întâi al termodinamicii, exprimat prin relația {\displaystyle \Delta U=\ Q-\ L\,.} Schimbul de lucrul mecanic poate să ducă la variația unei energii de orice fel (potențială, electromagnetică etc.), căldura schimbată conduce numai la variația energiei interne a sistemului. Energia internă este o funcție de stare dependentă numai de temperatura absolută a sistemului, {\displaystyle U=U(T)} Lucrul mecanic și cantitatea de căldură sunt deci două moduri diferite de transmitere a energiei și caracterizează transformarea unui sistem fizic dintr-o stare de echilibru termodinamic în altă stare de echilibru termodinamic. Din această cauză nu are sens să se vorbească de cantitatea de căldură a unei stări de echilibru. Deci, cantitatea de căldură nu este o funcție de stare, ci o funcție de transformare. Dacă un sistem primește căldură are loc creșterea temperaturii, în cazul cedării de căldură temperatura sistemului scade. Pentru un sistem dat, creșterea temperaturii este direct proporțională cu cantitatea de căldură primită și invers proporțională cu masa sistemului. Experimental se constată că pentru sisteme termodinamice aflate în condiții fizice identice și de mase egale dar de substanțe diferite, pentru a produce aceeași variație de temperatură în timpul aceluiași proces termodinamic este nevoie ca sistemele să schimbe cantități diferite de căldură. Prin urmare substanțele au "capabilități" diferite de a-și modifica temperatura la schimbul de căldură; cantități egale de substanțe diferite își modifică temperatura mai mult altele mai puțin la schimbarea cu mediul a aceleiași cantități de căldură. Pentru caracterizarea acestei "capabilități" diferite a substanțelor se introduce mărimea fizică denumită capacitatea termică masică :
| Definiție: Capacitatea termică masică a unei cantități de substanță reprezintă cantitatea de căldură schimbată de unitatea de masă a sistemului termodinamic, necesară modificării temperaturii sale cu un grad: {\displaystyle c={\frac {Q}{m\cdot \Delta T}}\,\,\,\,\,(1.1)\,} unde: {\displaystyle Q} reprezintă cantitatea de căldură schimbată (primită sau cedată) de un sistem termodinamic {\displaystyle m} este masa sistemului termodinamic, {\displaystyle \Delta T=T_{2}-T_{1}} este variația de temperatură datorată schimbului de căldură |

Observații
- Mărimea astfel definită este cunoscută și prin denumirea de căldură specifică masică sau căldură specifică, datorită faptului că în definiție căldura este raportată la masa sistemului termodinamic. În mod uzual cea mai răspândită denumire e cea de căldură specifică, dar denumirea mai corectă este cea de capacitate termică masică.  Dacă se raportează căldura schimbată de sistem la variația de temperatură și numărul de kilomoli de substanță din sistem atunci se vorbește despre mărimea capacitate termică molară respectiv :căldură specifică molară sau simplu: căldură molară

- Valoarea capacității termice masice este o mărime pozitiv definită, fiindcă raportul {\displaystyle {\frac {Q}{\Delta T}}} întotdeauna este algebric pozitiv datorită faptului că numitorul {\displaystyle Q} și numărătorul {\displaystyle \Delta T=T_{2}-T_{1}} sunt concomitent pozitive (sistemul primește căldură) sau negative (sistemul cedează căldură). Valoarea ei este diferită pentru substanțe diferite, ea fiind astfel o constantă de material specifică fiecărei substanțe în parte.

- Cum {\displaystyle \Delta T=T_{2}-T_{1}} este un interval finit de temperatură, capacitatea termică masică (căldura specifică) definită cu relația (1) se consideră capacitate termică masică medie pe intervalul de temperatură respectiv. Dar se definește și o capacitate termică masică pentru un interval infinitezimal de temperatură, prin relația:

| {\displaystyle c=\lim _{\Delta T\to 0}{\frac {Q}{m\,\Delta T}}={\frac {1}{m}}\cdot {\frac {\delta Q}{dT}}\,\,\,\,\,(1.2)\,} Unde: - {\displaystyle \delta Q} este cantitatea de căldură infinitezimală - {\displaystyle m} este masa sistemului termodinamic, - {\displaystyle dT} este variația infinitezimală de temperatură. |

Capacitatea termică masică, {\displaystyle c=c(T)}, este o funcție monoton crescătoare de temperatura sistemului la fel ca și energia interna {\displaystyle U=U(T)}  pentru majoritatea substanțelor (cu excepția gazelor monoatomice și diatomice care sunt constante de temperatură). Acest aspect se datorează efectelor cuantice care cauzează moduri de vibrații cuantificate și care sunt accesibile numai odată cu creșterea temperaturii. Dacă funcția {\displaystyle c(T)}, este cunoscută, cantitatea de căldură asociată unei schimbări a temperaturii sistemului de la temperatura inițială {\displaystyle T_{1}} la cea finala {\displaystyle T_{2}}  se calculează prin următoarea integrală:
- Noțiunea de cantitate de căldură are sens numai pentru o transformare anumită, rezultă că și capacitatea termică masică are sens doar pentru o transformare anumită. De exemplu, în cazul gazelor se poate vorbi de capacitatea termică la volum constant {\displaystyle c_{v}} (în timpul unui proces izocor) și capacitatea termică masică la presiune constantă {\displaystyle c_{p}} (în timpul unui proces izobar), ele fiind diferite între ele pentru același gaz. În cazul solidelor, în condiții obișnuite avem:{\displaystyle c_{v}} ≅ c {\displaystyle c_{p}} ≅ 0 (variațiile de volum fiind mici).

### Capacitatea termică a unui sistem termodinamic și capacitatea termică masică
Capacitatea termică masică, pentru un proces în condiții fizice precizate este o constantă de material ce caracterizează comportamentul termic al substanței sistemului termodinamic. Pentru caracterizarea globală a comportamentului termic al sistemului se utilizează  mărimea fizică capacitate termică C care se definește ca fiind căldura necesară pentru a ridica cu un grad temperatura sistemului, fără schimbarea stării de agregare a unui sistem într-un anumit proces considerat și la o anumită temperatură.
{\displaystyle C=\lim _{T\to T_{0}}{\frac {\Delta \ Q}{T-T_{0}}}={\frac {dQ}{dT}}\,\,\,\,\,(1.4)\,}
Unitatea de măsură a lui C în Sistemul Internațional de unități este J/K.
Capacitatea termică a unui sistem este o mărime fizică extensivă, prin urmare are caracter aditiv. Cu alte cuvinte dacă un sistem {\displaystyle S} e compus din subsistemele {\displaystyle S_{1},S_{2},....S_{n}}, aflate toate în echilibru termic între ele, având capacitățile termice {\displaystyle C_{1},C_{2},....C_{n}}, atunci capacitatea termică a întregului sistem este suma capacităților termice ale părților sistemului {\displaystyle S}, {\displaystyle C=C_{1}+C_{2}+...+C_{n}} numai dacă formarea sistemului din subsisteme prezintă un efect termic nul.
Comparând definiția capacității termice cu cea a capacității termice masice, rezultă că relația dintre cele două mărimi este: 
Cu alte cuvinte, capacitatea termică masică reprezintă capcitatea termică a unității de masă al sistemului, ceea ce justifică terminologia utilizată pentru capacitatea termică masică, de recomandat în locul celei de căldură specifică

### Capacitatea termică masică a unui amestec de substanțe
Cunoscând capacitățile termice masice și masele unor cantități de substanțe diferite pentru un anumit domeniu de temperatură, se poate calcula capacitatea termică masică echivalentă a amestecului format din cantitățile de substanțe presupunând suplimentar un efect termic nul la amestecare. Valoarea calculată va fi una medie pentru ansamblul sistemului format din cantitățile date. Astfel, fie un sistem format din amestecul a {\displaystyle n} cantitati de substante diferite de mase {\displaystyle m_{1},m_{2},....m_{n}} și capacități termice masice {\displaystyle c_{1},c_{2},....,c_{n}}. Căldura totală primită de amestecul format de cele {\displaystyle n} componente pentru a-si creste demperatura cu {\displaystyle \Delta T=T_{2}-T_{1}} va fi {\displaystyle Q=Q_{1}+Q_{2}+....+Q_{n}=(m_{1}c_{1}+m_{2}c_{2}+...+m_{n}c_{n})\Delta T}. Presupunând că {\displaystyle c} este capacitatea termică masică a întregului sistemului compus din cele {\displaystyle n} componente, căldura totală se scrie sub forma {\displaystyle Q=mc\Delta T}, unde {\displaystyle m=m_{1}+m_{2}+...+m_{n}} este masa totală a amestecului; prin egalarea ultimelor două relații se găsește pentru {\displaystyle c}, formula:
Cu alte cuvinte, capacitatea termică masică medie (echivalentă) a amestecului este media ponderată a capacităților termice masice ale componentelor, unde ponderile {\displaystyle f_{1}={\frac {m_{1}}{m}}}, {\displaystyle f_{2}={\frac {m_{2}}{m}}},... {\displaystyle f_{n}={\frac {m_{n}}{m}}} sunt fracțiunile masice ale amestecului.
| Exemplu de calcul numeric |
| --- |
| Fie un amestec omogen format din {\displaystyle m_{1}=0,5kg}, {\displaystyle m_{2}=0,75kg} alcool etilic și {\displaystyle m_{3}=0,25kg} acid acetic glacial având capacitățile termice masice: {\displaystyle c_{1}=4180{\frac {J}{kgK}}}, {\displaystyle c_{2}=2470{\frac {J}{kgK}}} și respectiv {\displaystyle c_{3}=3250{\frac {J}{kgK}}} toate valorile fiind date pe acelaș interval de temperatură. Valoarea capacității termice masice a amestecului omogen al celor trei componente va fi: {\displaystyle c={\frac {m_{1}c_{1}+m_{2}c_{2}+m_{3}c_{n}}{m_{1}+m_{2}+m_{3}}}={\frac {0,5kg\cdot 4190{\frac {J}{kgK}}+0,75kg\cdot 2470{\frac {J}{kgK}}+0,25kg\cdot 3250{\frac {J}{kgK}}}{0,5kg+0,75kg+0,25kg}}=3173,(3){\frac {J}{kgK}}} |

### Capcitatea termică masică medie pe un interval de temperatură
Capacitatea termică masică medie a unei substanțe {\displaystyle c\vert _{T_{1}}^{T_{2}}} pentru un domeniu de temperatură {\displaystyle [T_{1},T_{2}]} se poate calcula pentru un domeniu cuprins între  
{\displaystyle T_{0}=0\;^{\circ }\mathrm {C} } și o anumită temperatură {\displaystyle T_{x}}, fie prin citirea directă din tablele ce cuprind valoarile capacității termice masice ale substanței în cauză pe diverse domenii de temperatură, fie prin metode de interpolare numerică. Pentru domenii de temperatură care nu încep de la {\displaystyle T_{0}} se utilizează formula de mai jos:
unde {\displaystyle c\vert _{T_{0}}^{T_{1}}} este capacitatea termică masică medie pe intervalul de temperatură {\displaystyle [T_{0},T_{1}]}, iar {\displaystyle c\vert _{T_{0}}^{T_{2}}} este capacitatea termică masică mdie pe intervalul de temperatură {\displaystyle [T_{0},T_{2}]}.

Für genauere Betrachtungen ist zur wahren spezifischen Wärmekapazität bei der Temperatur {\displaystyle T_{1}} überzugehen, d. h. zum Grenzfall beliebig kleiner Temperaturänderungen:

## Formulă dimensională și unități de măsură
Conform analizei dimensionale, pornind de la definitie, formula dimensională pentru {\displaystyle c} se scrie sub forma:
Dar cum {\displaystyle [Q]=M\cdot L^{2}\cdot T^{-2}} iar {\displaystyle [m]=M} și {\displaystyle [m]=\theta }, gasim pentru {\displaystyle c}:
Adică, dimensiunea fizică a capacității termice masice este lungime la pătrat ori timp la puterea minus doi ori temperatura la puterea minus unu.
În Sistemul Internațional de Măsuri,
căldura se măsoară în J, masa în kg iar temperatura în K, rezultă că unitatea de măsură pentru căldura specifică în SI este:
Adică: unitatea de măsură a capacității termice masice în SI este joule ori kilogram la puterea minus unu ori kelvin la puterea minus unu. În sistemul cgs ea se măsoară în erg ori gram la puterea minus unu ori kelvin la puterea minus unu.

## Capacitățile termice molare (căldurile specifice molare) ale gazelor ideale și legătura lor cu capacitățile termice masice
Pentru scrierea relațiilor riguroase ale capacităților termice molare ale unui gaz ideal este util să se pornească de la ecuațiile de stare ale gazului ideale scrise pentru unitatea de cantitate de substanță, adică pentru un mol (sau kilomol):
unde {\displaystyle p} este presiunea gazului ideal, {\displaystyle v={\frac {V}{\nu }}} reprezintă volumul molar, {\displaystyle u={\frac {U}{\nu }}} energia internă a unui mol din gazul ideal, iar {\displaystyle f_{0}(T)={\frac {f(T)}{\nu }}} este funcția monotonă de temperatură a energiei interne raportată la numărul de moli, {\displaystyle T} temperatura absolută a gazului și {\displaystyle R} reprezintă constanta universală a gazului ideal.
Dacă gazul ideal suferă o transformare reversibilă infinitezimală, din primul principiu al termodinamicii rezultă că expresia căldurii primită reversibil de sistem se poate scrie sub forma:
Expresia de mai sus este valabilă pentru orice transformare a gazulu ideal, prin urmare dacă se impune constanta parametrului v, ceea ce corespune transformării la volum constant (izocoră) , {\displaystyle dv=0} rezultă {\displaystyle dq_{rev}=du}, aplicând formula de definiție a capacității termice molare, se găsește expresia termodinamică pentru capacitatea termică molară la volum constant (căldura specifică molară la volum constant) pentru gazul ideal:
Pentru situația în care are loc o transformare la presiune constantă, parametrul p trebuie introdus în expresia căldurii elementare reversibile ca variabilă independentă și scrisă sub forma:
În expresia de mai sus, {\displaystyle h=u+pv=u(T)+RT}, reprezintă entalpia unui mol de gaz ideal, ea fiind dependendentă numa ide temperatura absolută a gazului. Prin urmare, la presiune constantă, dp=0, expresia căldurii infinitezimale reversibile primită de sistem devine:
Raportând ultima relație la creșterea temperaturii absolute, dT, se găsește expresia termodinamică pentru capacitatea termică molară la presiune constantă (căldura specifică molară la presiune constantă) pentru gazul ideal:
Dacă se înlocuiește în relația de mai sus expresia capacității termice molare la volum constant, se obține relația lui Robert Mayer
Observații
- Termodinamica prin principiile si metodele sale stabilește numai dependența funcțională dintre capacitățile termice molare, respectiv capacitățile termice masice și functiile de stare și parametri sistemului însă nu pot determina pe cale teoretică expresiile care să permită calcularea valorilor numerice ale acestora. Pentru a găsi aceste formule se face apel la teoria cinetico-moleculară a gazelor sau mecanica statistică. Din teoria termodinamică rezultă doar că aceste mărimi sunt pozitive, deoarece energia internă este o funcție monoton crescătoare cu temperatura și ele depind numai de temperatură. Relațiile termodinamice nu oferă niciun indiciu asupra modului în care valoarea lor depinde de natura substanței, adică de structura și proprietățile ei moleculare. Integrand expresiile capacităților termice molare la volum respectiv la presine constantă se găsesc relațiile pentru energia internă.

{\displaystyle u(T)=C_{v}T+u_{0}}, pentru o transformare la volum constant, și
{\displaystyle u(T)=C_{p}T-R+{u^{\prime }}_{0}}, pentru o transformare la presiune constantă
unde {\displaystyle u_{0}} și {\displaystyle {u^{\prime }}_{0}} sunt două constante fixate arbitrar, iar
{\displaystyle R=8314\;\mathrm {J/(kmol\;K)} } reprezintă constanta universală a gazului ideal.

### Gaz oarecare
Într-o aproximare foarte bună, exponentul adiabatic este:
{\displaystyle C_{\mathrm {m} ,V}={\frac {i}{2}}\,R} {\displaystyle \Rightarrow C_{\mathrm {m} ,p}={\frac {i+2}{2}}\,R\;\;\Rightarrow \gamma ={\frac {i+2}{i}}=1+{\frac {2}{i}}}
unde numărul total al gradelor de libertate al unei molecule  {\displaystyle i=i_{\mathrm {trans} }+i_{\mathrm {rot} }+i_{\mathrm {vib} }}
- {\displaystyle i_{\mathrm {trans} }=3} numărul gradelor de libertate de translație a centrului de masă al moleculei
- {\displaystyle i_{\mathrm {rot} }\in \{0,2,3\}} numărul gradelor de libertate de rotație a moleculei
- {\displaystyle i_{\mathrm {vib} }=2\,l} numărul gradelor de libertate de vibrație a moleculei

## Măsurarea capacitățior termice masice

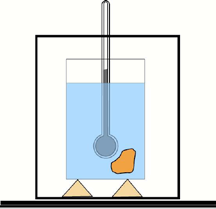
Schema de principiu al unui calorimetru

Ramura experimentală a fizicii care studiază metodele de masurare a cantităților de căldură și a capcităților termice se numește calorimetrie. Calorimetria se bazează pe următoarele principii:
- Principiul echilibrului termic: mai multe corpuri cu temperaturi diferite formând un sistem izolat, puse în contact termic, după un timp oarecare, ajung toate la aceeași temperatură.
- Principiul egalității schimbului de căldură: la efectuearea uni schimb de căldură între două sisteme de corpuri, există totdeauna egalitate între căldura cedată de un sistem de corpuri și căldura primită de celălalt sistem, exprimat prin relația {\displaystyle Q_{ced}=Q_{prim}}, numită ecuația calorimetrică.
- Principiul egalității cantităților de căldură ce intervin în fenomenele inverse: La un proces care loc într-un sens cu absorbția unei cantități de căldură, la procesul invers se va degaja aceeași cantitate de căldură. Cu alte cuvinte, la încălzirea unui corp (sistem termodinamic) cu un număr de grade, el va absorbi o cantitate de căldură egală cu aceea pe care o degajă când se răcește cu același număr de grade.

Aparatele folosite pentru determinarea căldurilor specifice ale diferitelor sisteme fizice se numesc calorimetre. Există mai multe tipuri de calorimetre, ținându-se seama de faza în care se găsește corpul (gaz, lichid, solid) a cărui căldură specifică se determină și de domeniul de temperaturi în care se fac măsurătorile.
Determinarea valorii capacitătii termice masice a unui corp solid folosind metoda calorimetrică clasică, în principiu se face cu ajutorul formulei de mai jos, rezultată din ecuatia calorimetrică
unde: {\displaystyle c} capacitatea termică masică de determinat, {\displaystyle m} masa corpului a cărei capacitate termică se determină; {\displaystyle c_{0}} capacitatea termică masică a vasului calorimetric; {\displaystyle m_{0}} masa vasului calorimetric; {\displaystyle c_{1}}  capacitatea termică masică a lichidului calorimetric,  {\displaystyle m_{1}} masa lichidului calorimetric; {\displaystyle T_{1}} temperatura inițială a vasului și lichidului calorimetric; {\displaystyle T_{2}} temperatura inițială a corpului a cărei capacitate termică se determină; {\displaystyle \theta }  temperatura finală de echilibru a sistemului.

### Căldurile specifice ale  unor gaze
| substanță | form.  | model | M [kg/kmol] | ρ [kg/m³]       | R/M [J/kgK] | cp [J/kgK]    | cV [J/kgK]      | κ             |
| --- | ------ | ----- | ----------- | --------------- | ----------- | ------------- | --------------- | ------------- |
| amoniac | NH3    | 4     | 17,03052    | 0,7198          | 488,2101075 | 2055          | 1566,790        | 1,312         |
| argon | Ar     | 1     | 39,948      | 1,784 (0 °C)    | 208,132     | 520,3         | 312,168         | 1,667         |
| acetilenă | C2H2   | 4     | 26,03728    | 1,09670         | 319,3295152 | 1511          | 1191,670        | 1,268         |
| hidrură de arsen (arsină | AsH3   | 5     | 77,94542    | 4,93            | 106,6704368 |               |                 |               |
| bromură de metil | CH3Br  | 5     | 94,93852    | 3,974 (20 °C)   | 87,46284    |               |                 |               |
| butan | C4H10  | 14    | 58,1222     | 2,48 (15 °C)    | 143,0515706 |               |                 |               |
| dician | C2N2   | 4     | 52,0348     | 0,95 (-21 °C)   | 159,7868    |               |                 | 1,26 (0 °C)   |
| difluor-metan | CH2F2  | 5     | 52,0233864  | 2,163 (21,1 °C) | 159,8218143 |               |                 |               |
| difluor-diclor-metan | CCl2F2 | 5     | 120,9135064 | 5,5389 (0 °C)   | 68,7637986  | 612,0 (30 °C) | 543,236 (30 °C) | 1,127 (30 °C) |
| fluor-diclor-metan | CHCl2F | 5     | 102,9230432 | 1,366           | 80,7833867  |               |                 |               |
| dimetil-eter | C2H6O  | 9     | 46,06844    | 1,59 (0 °C)     | 180,4808672 |               |                 | 1,11 (0 °C)   |
| azot | N2     | 2     | 28,0134     | 1,2506          | 296,803387  | 1040          | 743,197         | 1,399         |
| monoxid de azot | NO     | 2     | 30,0061     | 1,25            | 277,0927245 | 1009          | 731,907         | 1,379         |
| protoxid de azot | N2O    | 3     | 44,0125     | 1,8             | 188,9116047 |               |                 |               |
| etan | C2H6   | 8     | 30,06904    | 1,212           | 276,5127187 | 1729          | 1452,487        | 1,190         |
| etilenă | C2H4   | 6     | 28,05316    | 1,178 (15 °C)   | 296,3827248 | 1612          | 1315,617        | 1,225         |
| fluor | F2     | 2     | 37,9968064  | 1,7 (0°C)       | 218,8202849 | 823,9         | 605,080         | 1,362         |
| fluor-metan | CH3F   | 5     | 34,0329232  | 0,5786 (20 °C)  | 244,3067247 | 1121,6        | 877,293         | 1,278         |
| fluoroform | CHF3   | 5     | 70,0138496  | 2,86 (0 °C)     | 118,7546756 |               |                 |               |
| fosfin | PH3    | 4     | 33,997582   | 1,379           | 244,5606867 |               |                 |               |
| heliu | He     | 1     | 4,002602    | 0,1785          | 2077,266738 | 5193,2        | 3115,933        | 1,667         |
| izobutan | C4H10  | 14    | 58,1222     | 2,51 (15 °C)    | 143,0515706 |               |                 | 1,11 (0 °C)   |
| iodură de hidrogen (acid iodhirdic) | HI     | 2     | 127,91241   | 2,85 (-47 °C)   | 65,0012927  | 230,2 (0 °C)  | 165,201         | 1,393         |
| oxigen | O2     | 2     | 31,9988     | 1,429 (0 °C)    | 259,8369939 | 918           | 658,163         | 1,395         |
| clor | Cl2    | 2     | 70,906      | 3,2             | 117,2604857 | 502           | 384,740         | 1,305         |
| clor-difluor-metan | CHClF2 | 5     | 86,4684464  | 3,66 (15 °C)    | 96,1561396  |               |                 |               |
| cloroetan | C2H5Cl | 8     | 64,5141     | 2,884           | 128,8783692 |               |                 |               |
| clormetan | CH3Cl  | 5     | 50,48752    | 2,22            | 164,683708  | 737           | 572,316         | 1,288         |
| dioxid de clor | ClO2   | 3     | 67,4518     |                 | 123,2653836 |               |                 |               |
| acid clorhidric | HCl    | 2     | 36,46094    | 1,477           | 228,0377851 | 799           | 570,962         | 1,399         |
| kripton | Kr     | 1     | 83,798      | 3,749 (0 °C)    | 99,22041099 | 248           | 148,780         | 1,667         |
| xenon | Xe     | 1     | 131,293     | 5,894 (0 °C)    | 63,3276     | 158,3         | 94,972          | 1,667         |
| metan | CH4    | 5     | 16,04246    | 0,717           | 518,2791168 | 2156          | 1637,721        | 1,316         |
| metilamină | CH5N   | 7     | 31,0571     | 1,43 (0 °C)     | 267,7156592 |               |                 |               |
| neon | Ne     | 1     | 20,1797     | 0,9002 (0 °C)   | 412,021586  | 1030,1        | 618,078         | 1,667         |
| clorură de nitrozil | ClNO   | 3     | 65,4591     | 2,99            | 127,0178    |               |                 |               |
| bioxid de carbon | CO2    | 3     | 44,0095     | 1,98            | 188,9244822 | 820           | 631,076         | 1,299         |
| monoxid de carbon | CO     | 2     | 28,0101     | 1,145           | 296,8383547 | 1042          | 745,162         | 1,398         |
| ozon | O3     | 3     | 47,9982     | 2,144 (0 °C)    | 173,2246626 |               |                 |               |
| propan | C3H8   | 11    | 44,09562    | 2,01 (0 °C)     | 188,5555073 |               |                 |               |
| propilenă | C3H6   | 9     | 42,07974    | 1,91 (0 °C)     | 197,5884832 |               |                 |               |
| propină | C3H4   | 7     | 40,06386    | 0,53            | 207,5304776 |               |                 |               |
| tetrafluor-metan | CF4    | 5     | 88,0043128  | 3,72 (15 °C)    | 94,4780061  | 659,1 (30 °C) | 564,622 (30 °C) | 1,167 (30 °C) |
| apă (0 °C) | H2O    | 3     | 18,01528    | 1000            | 461,5233291 | 4219          | 1398,477        |               |
| apă (100 °C) | H2O    | 3     | 18,01528    | 958             | 461,5233291 | 4215          | 1618,477        |               |
| hidrogen | H2     | 2     | 2,01588     | 0,0899          | 4124,487569 | 14.300        | 10.175,512      | 1,405         |
| bromură de hidrogen (acid bromhidric) | HBr    | 2     | 80,91194    | 3,307           | 102,75952   | 343,2 (0 °C)  | 240,440 (0 °C)  | 1,427 (0 °C)  |
| hidrogen sulfurat | H2S    | 3     | 34,08088    | 1,363           | 243,9629493 | 1105          | 861,037         | 1,283         |
| aer atmosferic (0 mnm, uscat, 0 °C) |        |       |             | 1,252           |             | 1009          |                 |               |
| aer (p=1bar, 20 °C) |        |       | 28,958      | 1,164           | 287,12176   | 1013          | 724,878         |               |
| bioxid de sulf | SO2    | 3     | 64,0638     | 2,551           | 129,7842463 | 632           | 502,216         | 1,258         |
| Toate valorile sunt măsurta la temperatura de 25 °C si la presiunea atmosferică normală de 101,325kPa, dacă în tabel nu sunt specificate alte condiții. Najmanjše in največje vrednosti so prikazane v kostanjevi barvi. |        |       |             |                 |             |               |                 |               |